# Oskar Adolf Chomicki
Oskar Adolf Chomicki (ur. 20 maja 1931 w Warszawie, zm. 25 października 2018 tamże) – polski fizyk medyczny.

## Życiorys
Urodził się w rodzinie inż. elektryka Oskara Mieczysława i urzędniczki Ludwiki z Goltzów. Początkowo uczyła Go matka, a od czwartej klasy uczył się w Szkole Powszechnej Towarzystwa Szkoły Mazowieckiej. 
Podczas okupacji niemieckiej mieszkał z rodzicami w Warszawie i Józefowie, uczęszczał na tajne komplety u państwa Czosnowskich i szkolił się z gry na fortepianie.
Ukończył Gimnazjum i Liceum im. Staszica w Warszawie i zdał w 1949 maturę. Studiował na Wydziale Fizyki i Matematyki Uniwersytetu Warszawskiego, uzyskując tytuł magistra fizyki doświadczalnej.
W latach 1952–1957 był pracownikiem naukowo-dydaktycznym Instytutu Fizyki Doświadczalnej Uniwersytetu Warszawskiego.
W latach 1958–1992 działał jako założyciel Pracowni Radioizotopów oraz starszy asystent i starszy wykładowca Centrum Medycznego Kształcenia Podyplomowego w Szpitalu Bielańskim w Warszawie.
W latach 1992–2001 był starszym wykładowcą i lektorem Wyższej Szkoły Bankowości i Ubezpieczeń.
Przez wiele lat był lektorem i tłumaczem z języka i na język angielski. Był autorem i współautorem kilkudziesięciu prac naukowych, a także współautorem i tłumaczem książek na temat zastosowania akceleratorów w medycynie.
Był współzałożycielem (1962) i wieloletnim sekretarzem Zarządu Polskiego Towarzystwa Fizyki Medycznej oraz jego członkiem honorowym. W latach 50. był członkiem Klubu Krzywego Koła
Działał również na arenie międzynarodowej.
Był członkiem Amerykańskiego Towarzystwa Fizyki Medycznej (American  Association  of  Physicists  in Medicine AAPM).
Był w latach 2000–2003 Prezydentem Międzynarodowej Organizacji Fizyki Medycznej (International Organization for Medical Physics IOMP), został wybrany jej członkiem honorowym. 
Po przejściu na emeryturę napisał książkę o dziejach swojej rodziny.
7 sierpnia 1954 poślubił Janinę Ewę z Dąbrowskich, z którą mieli syna Jana Oskara, profesora matematyki. 
Zmarł w Warszawie, pochowany 5 listopada 2018 na cmentarzu ewangelicko-augsburskim (aleja 17b, grób 22).

## Ordery i odznaczenia
- Złoty Krzyż Zasługi
- Odznaka „Zasłużony dla Warszawy”